# حزب العمل والتضامن
حزب العمل والتضامن ((بالرومانية: Partidul Acțiune și Solidaritate)‏،PAS؛ "الخطوة") هو حزب سياسي ليبرالي مؤيد للاتحاد الأوروبي في جمهورية مولدوفا. يقود الحزب وزيرة التعليم السابقة في مولدوفا والرئيسة الحالية المنتخبة، مايا ساندو. تأسس الحزب على أساس الارتباط الطوعي للمواطنين. 
وبحسب نظامه الأساسي، فإن حزب العمل والتضامن هو حزب وسط اليمين يشارك ويعزز عقيدة الليبرالية الجديدة.

## نتائج الانتخابات

### الانتخابات الرئاسية
| عام  | مرشح       | الجولة الأولى | الجولة الأولى | الجولة الأولى | الجولة الثانية | الجولة الثانية | الجولة الثانية |
| عام  | مرشح       | الأصوات       | ٪             | الترتيب       | الأصوات        | ٪              | الترتيب        |
| ---- | ---------- | ------------- | ------------- | ------------- | -------------- | -------------- | -------------- |
| 2016 | مايا ساندو | 549152        | 38.71         | الثاني        | 766.593        | 47.89          | الثاني         |
| 2020 | مايا ساندو | 487.635       | 36.16         | الأول         | 913718         | 57.00          | الأول          |

### الانتخابات التشريعية
| عام  | تحالف             | الأصوات | ٪     | مقاعد    | +/- | حكومة                                                   |
| ---- | ----------------- | ------- | ----- | -------- | --- | ------------------------------------------------------- |
| 2019 | ACUM [الإنجليزية] | 380181  | 26.84 | 15 / 101 | ▲14 | حزب الاشتراكيين لجمهورية مولدوفا حزب مولدوفا الديمقراطي |